# Маммиллярия бокасанская
Маммиллярия бокасанская,  Маммиллярия бокасская (лат. Mammillaria bocasana) — кактус рода Маммиллярия. Вид назван по месту первого обнаружения в районе Бокас штата Сан-Луис-Потоси. Имеет две разновидности.

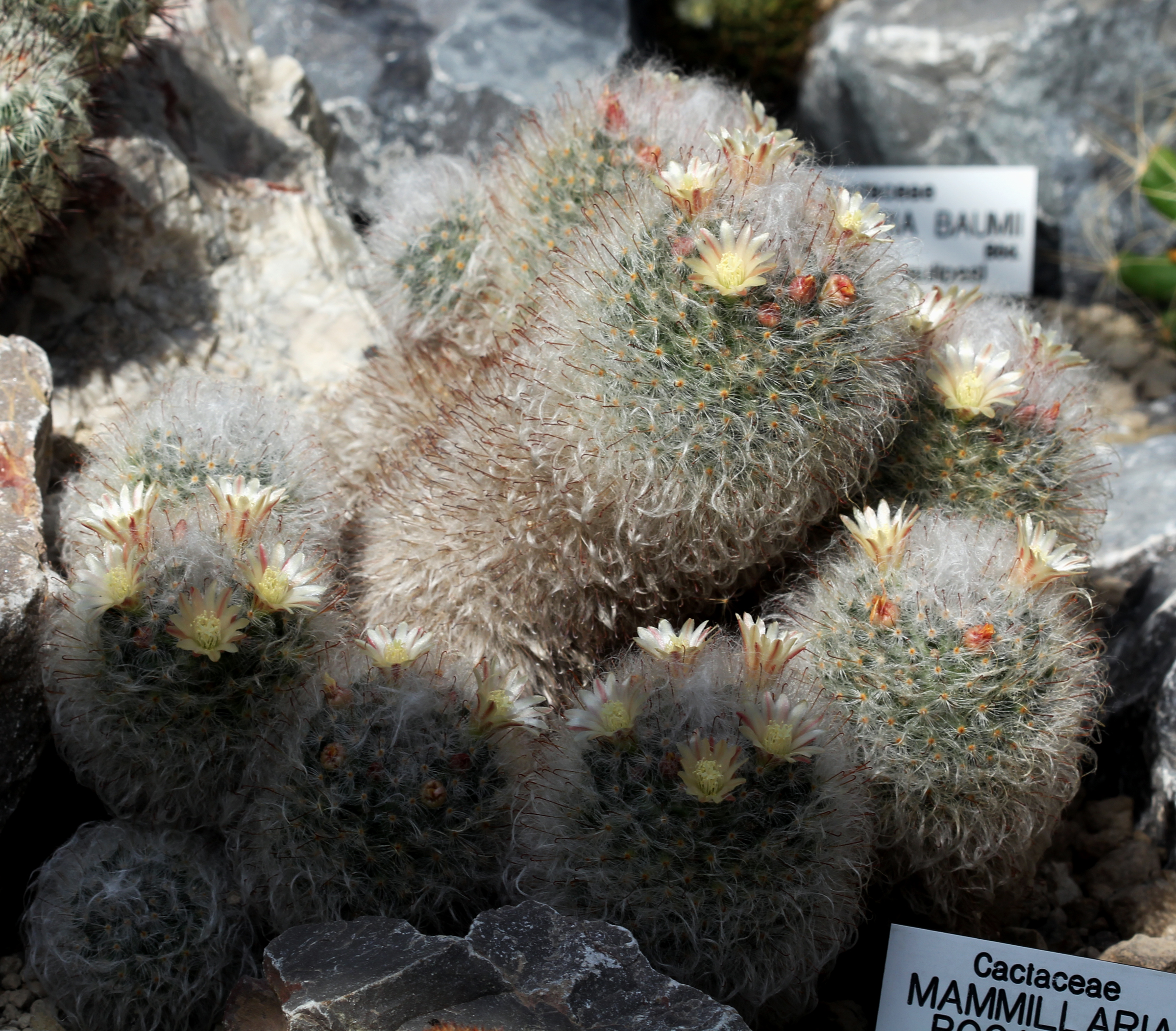
Prague Botanical garden

## Описание
Молодое растение одиночное, в возрасте 3—4 лет начинает куститься у основания, образуя кучи в виде подушки с более чем сотней растений. Стебель имеет шаровидную, иногда приобретает цилиндрическую форму до 2 см в диаметре, высотой до 8—10 см. Эпидермис голубовато-зелёный, на ярком солнце становится розоватым или красным.
Ареолы круглые или слегка овальные с желтоватой шерстью. Центральных колючек 3—7, ворсистые, длиной 6—10 мм, они имеют от желтовато-коричневого до красновато-коричневого цвета. Одна центральная колючка или две имеют на конце крючок. Радиальные колючки длиной от 8 до 10 мм, многочисленны, количеством от 20 до 50. Имеют чисто белый цвет, шелковистые, волосоподобные, изогнутые, иногда покрывают всё растение полностью.
Цветок воронковидный; имеет цвет от кремово-белого до розоватого, длиной 13—22 мм, до 15—20 мм в диаметре. Лепестки снаружи красноватые, кремовые или зелёные; внутри с красной линией. Тычинки белые, рыльце зелёное.
Плоды цилиндрические, красные или розовые, длиной до 5 см. Семена красновато-коричневые.

## Распространение
Эндемик мексиканских штатов Сан-Луис-Потоси и Сакатекас. Встречается на высоте 177—2300 м над уровнем моря.

## Интересные факты
Туберкулы упорядочены в спирали в соотношении 8:13. Эти спирали рассчитаны по часовой стрелке, а движение идёт против часовой стрелки, что является так называемыми числами Фибоначчи.
Колючки местными жителями используются для изготовления рыболовных крючков.

## Разновидности
- Mammillaria bocasana subsp. bocasana — у данной разновидности радиальные колючки в количестве 30 — 50. Красные плоды. Распространена только в Сан Луис Потоси.
- Mammillaria bocasana subsp. eschauzieri — радиальных колючек у данной разновидности от 20 до 30, от 4 до 15 мм длиной. Они имеют белый, немного коричневый цвет на концах. Цветок желтовато-белый с розовыми прожилками. Семена булавовидные, красные. Распространена в Сан Луис Потоси, Закатекас на высоте 1800—2600 метров над уровнем моря.

## Синонимы
| - Cactus bocasanus Kuntze - Cactus eschauzieri J. M. Coulter 1894 - Mamillaria bocasana v. splendens Reb. (1896) - Mamillaria bocasana v. flavispina Schelle (1907) - Mammillaria kunzeana Boedeker & Quehl 1912 - Mammillaria hirsuta Boedeker 1919 - Neomammillaria longicoma Britton & Rose 1923 - Neomammillaria bocasana (Pos.) Br. & R. (1923) - Chilita bocasana (Poselger) Orcutt 1926 - Neomammillaria eschauzieri (J. M. Coulter) Britton & Rose 1926 - Chilita eschauzieri (J. M. Coulter) Orcutt 1926 - Chilita kunzeana (Boedeker & Quehl) Orcutt 1926 - Chilita hirsuta (Boedeker) Orcutt 1926 - Chilita longicoma (Britton & Rose) Orcutt 1926 | - Mamillaria bocasana v. multihamata Schelle (1926) - Mammillaria longicoma (Britton & Rose) A. Berger 1929 - Mammillaria knebeliana Boedeker 1932 - Mammillaria haehneliana Boedeker 1934 - Mammillaria eschauzieri (J. M. Coulter) R. T. Craig 1945 - Ebenerella bocasana (Poselger) Buxbaum 1951 - Ebnerella kunzeana (Boedeker & Quehl) Buxbaum 1951 - Ebnerella longicoma (Britton & Rose) Buxbaum 1951 - Ebnerella knebeliana (Boedeker) Buxbaum 1951 - Ebnerella haehneliana (Boedeker) Buxbaum 1951 - Chilita knebeliana (Boedeker) Buxbaum 1954 - Mammillaria bocasana subsp. eschauzieri (J. M. Coulter) W. A. & B. Fitz Maurice 1995 - Mammillaria bocasana var. splendens Hort - Mammillaria bocasana var. multilanata |  |